# Expo '92
Expo '92 is de informele naam van een wereldtentoonstelling, die plaatsvond in 1992. De tentoonstelling werd gehouden op twee locaties: in Sevilla (Spanje) en in Genua (Italië). De twee tentoonstellingen werden los van elkaar georganiseerd.

## De Expo
De tentoonstelling in Sevilla droeg de titel Exposición Universal de Sevilla 1992, en was de 31e universele wereldtentoonstelling. De tentoonstelling werd gehouden van 20 april tot 12 oktober in de wijk Triana. Het thema van de tentoonstelling was “het tijdperk van de ontdekkingen” en vierde de 500e verjaardag van de ontdekking van Amerika. Er waren meer dan honderd landen vertegenwoordigd en de tentoonstelling trok bijna 42 miljoen bezoekers.
De datum van 20 april 1992 voor de opening was niet toevallig. Dit is de datum waarop Columbus in 1493 voor de Spaanse koningen Ferdinand en Isabella verschijnt bij zijn terugkeer van zijn eerste reis. De tentoonstelling sloot de deuren op 12 oktober 1992, de dag van de Spaanse nationale feestdag. Dit is eveneens de datum waarop in 1492 de Amerikaanse landen voor het eerst worden waargenomen door een van Columbus' mannen, Rodrigo de Triana.
De tentoonstelling in Sevilla staat nadien vooral bekend om de grootte van het terrein; 215 hectare. Men had vaak meerdere dagen nodig om alle paviljoenen te bezoeken. Verder staat de tentoonstelling bekend om de vele nieuwe bruggen (waaronder de Puente del Alamillo, ontworpen door Santiago Calatrava) en poorten, en de manieren van vervoer. Zo was er een monorail aangelegd met meerdere stations.
Om de zomerse hitte van Sevilla te kunnen weerstaan werd een specifieke nadruk gelegd op water tijdens de expo. Er werd op de locatie van de expo een kunstmatig meer gegraven. Er werden tientallen fonteinen, kanalen, aquaducten, watervallen en vernevelaars geplaatst, duizenden bomen en struiken aangeplant en pergola's, gordijnen en parasols geplaatst.
Veel paviljoenen waren gebouwd in klassieke stijl van het land waar ze bij hoorden. De paviljoenen waren onder andere het Koninklijke paviljoen en de paviljoenen van de vijf belangrijkste thema's op de tentoonstelling: navigatie, ontdekking, natuur, milieu en de 15e eeuw.

## Thema
Het thema van Expo 92 was 'Het tijdperk van de ontdekkingen' (Era de los Descubrimientos in het Spaans). Onder deze titel zou de Expo de 500e verjaardag van de 'ontdekking' vieren, in 1492 , van het Amerikaanse continent door Christoffel Columbus.
De stad Sevilla was de ideale gastheer voor een Wereldtentoonstelling naar aanleiding van de 500e verjaardag van de ontdekking van Amerika. Na de eerste reis van Christoffel Columbus tussen 1492 en 1493 begint een periode van exploratie en kolonisatie. Terwijl Sevilla landinwaarts ligt en aan het einde van een 80 kilometer lange rivierroute een aanval onmogelijk maakt, heeft het geen moeite om zijn rol in de handel met Amerika vast te stellen. Vanaf de Sevilliaanse kades bijna alle ontdekkingsreizen van de eerste helft van de 16e eeuw, met name die van Diego de Lepe, Alonso de Ojeda, Diego van Nicuesa en Pedrarias Dávila.
Op de Expo-site, op het eiland La Cartuja, bevindt zich ook het Monasterio de Santa María de las Cuevas, vaak eenvoudigweg aangeduid als het Cartuja-klooster. Christopher Columbus bereidde er, met de steun van zijn vriend broeder Gaspar Gomicio, zijn tweede reis voor. Dertien jaar na zijn dood in 1519 werd hij voorlopig begraven in de Saint Anne-kapel van het klooster voordat zijn overblijfselen in 1541 werden overgebracht naar de kathedraal van Santo Domingo.
De wereldtentoonstelling in Sevilla was niet de eerste wereldexpo die in deze stad plaatsvond. In 1929 vond in Sevilla al de Ibero-Amerikaanse tentoonstelling plaats waarvan nog overblijfselen (zoals de Plaza de Espana) te zien zijn.

## Deelnemende landen
Meer dan honderd landen waren vertegenwoordigd op de Expo, waardoor het een van de grootste ooit werd.
Opvallende paviljoenen waren onder andere:
Spanje - het Spaanse paviljoen viel op door zijn opvallend simplistische en modernistische kubus en bol, gelegen aan de rand van het kunstmatige 'Lago de Espana' en langs de 'weg van de ontdekkingen' en het einde van de Avenida de Europa. De kubus van het paviljoen bood onderdak aan een unieke tentoonstelling van het beste van de Spaanse kunst, waaronder werken van Miro, Dali, Carvaggio en anderen, en de koepel van het paviljoen bood onderdak aan een bewegend theater dat een gesimuleerde tour van enkele van de beste bezienswaardigheden van Spanje aanbood.
EU - de Naties van de Europese Unie bevonden zich allemaal langs de Avenida de Europa, met twaalf grote witgekleurde torens en een centrale veelkleurige toren met de vlaggen van de (toenmalige) twaalf landen van de Europese Unie. Onder deze toren bevond zich het paviljoen van de Europese Unie zelf. De paviljoenen van de landen van de Unie bevonden zich aan de linker- en rechterflank van de Avenida de Europa.
Marokko - Het paviljoen van Marokko werd beschouwd als een van de mooiste paviljoenen op de Expo. Het was een waar kunstwerk in een drie verdiepingen tellend traditioneel Marokkaans paleis-herenhuis, met een juweelachtige fontein in het midden. Dit paviljoen is een van de weinige permanente paviljoenen die nog steeds kunnen bezocht worden op de expo-site vandaag.
Italië - het Italiaanse paviljoen was een van de grootste paviljoenen en bevatte een grote tentoonstelling over de Italiaanse kunst, uitvindingen en ontdekkingen. Het paviljoen is het op de Expo-site nog te bekijken omdat het in gebruik is als kantoorgebouw.
Nieuw-Zeeland - Het Nieuw-Zeelandse paviljoen bevatte de tentoonstelling "Schatten van de Onderwereld". Het is gekenmerkt door de grote rotsformatie aan de voorzijde van het gebouw. Het paviljoen is omgezet in een kantoorgebouw.
België - Het paviljoen van België, een zwarte kubus omringd door witte jaloezieën was het werk van Thomaes, Driesen en Meersman. Het paviljoen bevatte een tentoonstelling over de architect Victor Horta, documenten met betrekking tot het Belgische stripverhaal en schilderijen van Rubens, James Ensor en Magritte.
Duitsland - Het Duitse paviljoen bevond zich aan de zuidkant van de Avenida de Europa. Het paviljoen was ontworpen voor kortstondig gebruik. Het was een transparant gebouw met een grote elliptische structuur opgehangen aan een mast die erdoorheen steekt. Deze structuur, bestaande uit een metalen ring bekleed met polyester en pvc, laat de binnenkoer van het paviljoen in de schaduw staan.
Frankrijk - Het paviljoen van Frankrijk, ontworpen door Jean-Paul Viguier is bedekt met spiegels. Het bood onderdak aan een tentoonstelling over het boek, met de parels van Europese literatuur. In het paviljoen was ook een directe toegang per computer tot de nieuwe Nationale Bibliotheek van Frankrijk, die in 1995 zou geoped worden, voorzien.
Hongarije - Het Hongaarse paviljoen, ontworpen door architect Imre Makovecz, is een replica van een landelijke kerk. Afgezien van de betonnen fundamenten, is het volledig gebouwd van glas en hout en heeft het zeven torens. Het pavljoen huisvestte een afgestorven eik waarvan de wortels zichtbaar zijn door een transparante grond.
Ibero-Amerikaanse paviljoen - Bijna alle Ibero-Amerikaanse landen (behalve Chili, Cuba, Mexico en Venezuela) waren samengebracht in een gemeenschappelijk paviljoen met de naam Plaza de América. Het bevond zich aan het noordelijke uiteinde van de site, tussen de internationale paviljoenen en die van de Spaanse autonome gemeenschappen.
Chili - Het paviljoen van Chili, met gebogen muren, was ontworpen door Germán del Sol en José Cruz Ovalleg. Het meest opvallende element in het paviljoen was een natuurlijke ijsberg, 500 jaar oud, die per boot naar Sevilla was gebracht vanaf Antarctica.
Mexico - het Mexicaanse paviljoen, ontworpen door Pedro Ramírez Vázquez Jaime Giovannini, bestaat uit een hoofdgebouw met bassins, watervallen, een tuin met soorten Mexicaanse flora en terrastuinen. Een gateway van 55 m verbindt met een aangrenzend gebouw dat bestaat uit twee X-vormige elementen.
Koeweit - Ondanks de Golfoorlog, die in de zomer ervoor eindigde, was Koeweit aanwezig op de Expo met een paviljoen ontworpen door Santiago Calatrava. Het gebouw heeft zeventien grote beweegbare houten armen die de pinnae van een palmblad nabootsen.

## Restanten
Het expoterrein is later in gebruik genomen als bedrijventerrein. Toch zijn er nog overblijfselen van de expo te vinden. Een aantal paviljoenen doet dienst als kantoorgebouwen. Onder andere het paviljoen van Marokko, Hongarije, Spanje, Koeweit en Frankrijk zijn duidelijk herkenbaar aanwezig. Op het gedeelte van het Expo-terrein waar de paviljoens van Spaanse regio's zich bevonden is een pretpark opgericht: Isla Mágica.
Ook het Cartuja klooster kan bezocht worden. Dit veertiende-eeuwse klooster werd speciaal voor de Expo gerestaureerd. In het klooster zit het Museo de Arte Contemporaneo (museum voor eigentijdse kunsten).
Veel overblijfselen van de Expo zijn vandaag in slechte staat. De voormalige parkeerterreinen, de grote wereldbol waaruit water werd veneveld ter verkoeling van de bezoekers, de Ariane-raket en de instapplaatsen van de kabelbaan bieden tegenwoordig een desolate aanblik.

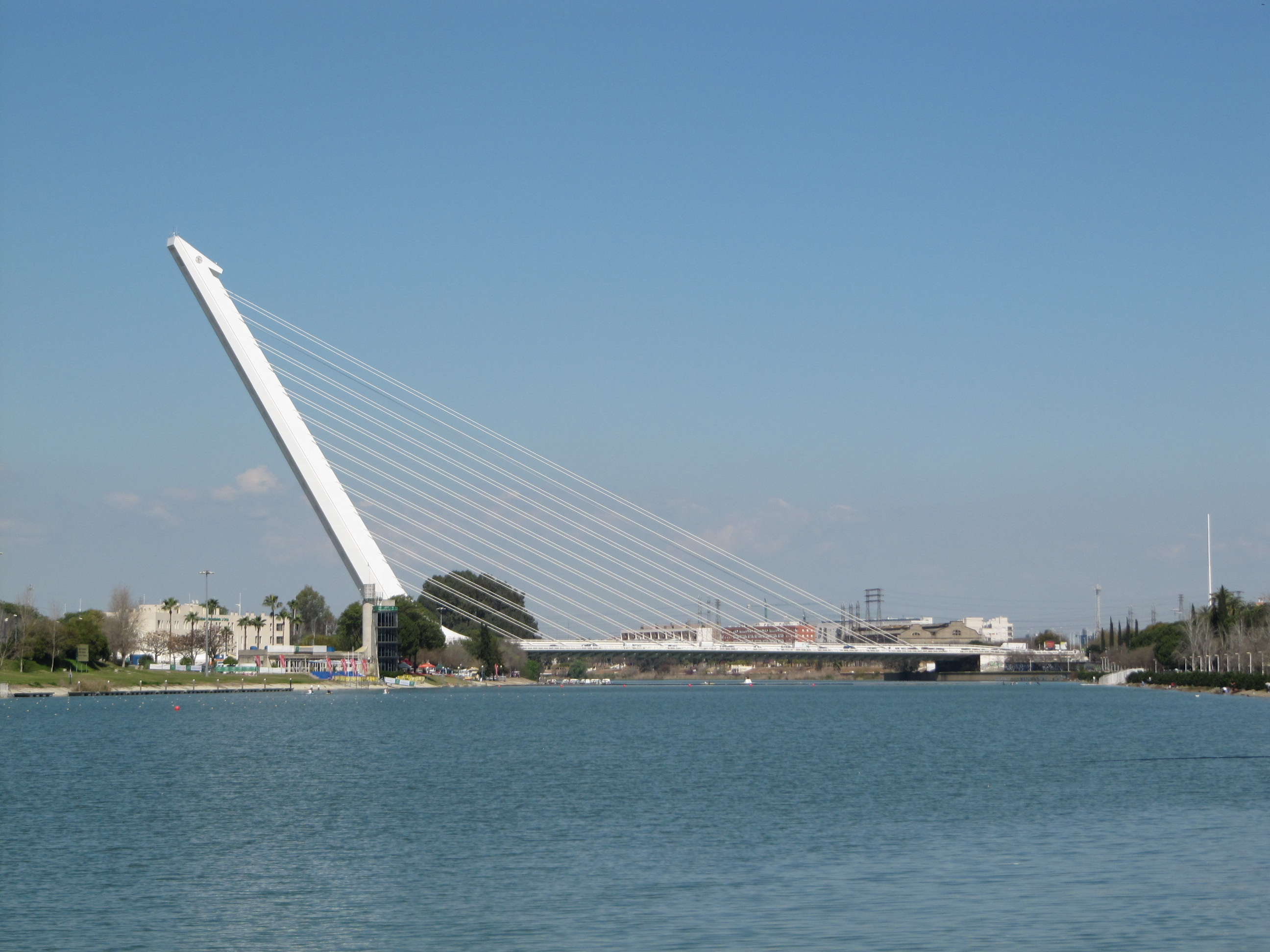
Puente del Alamillo
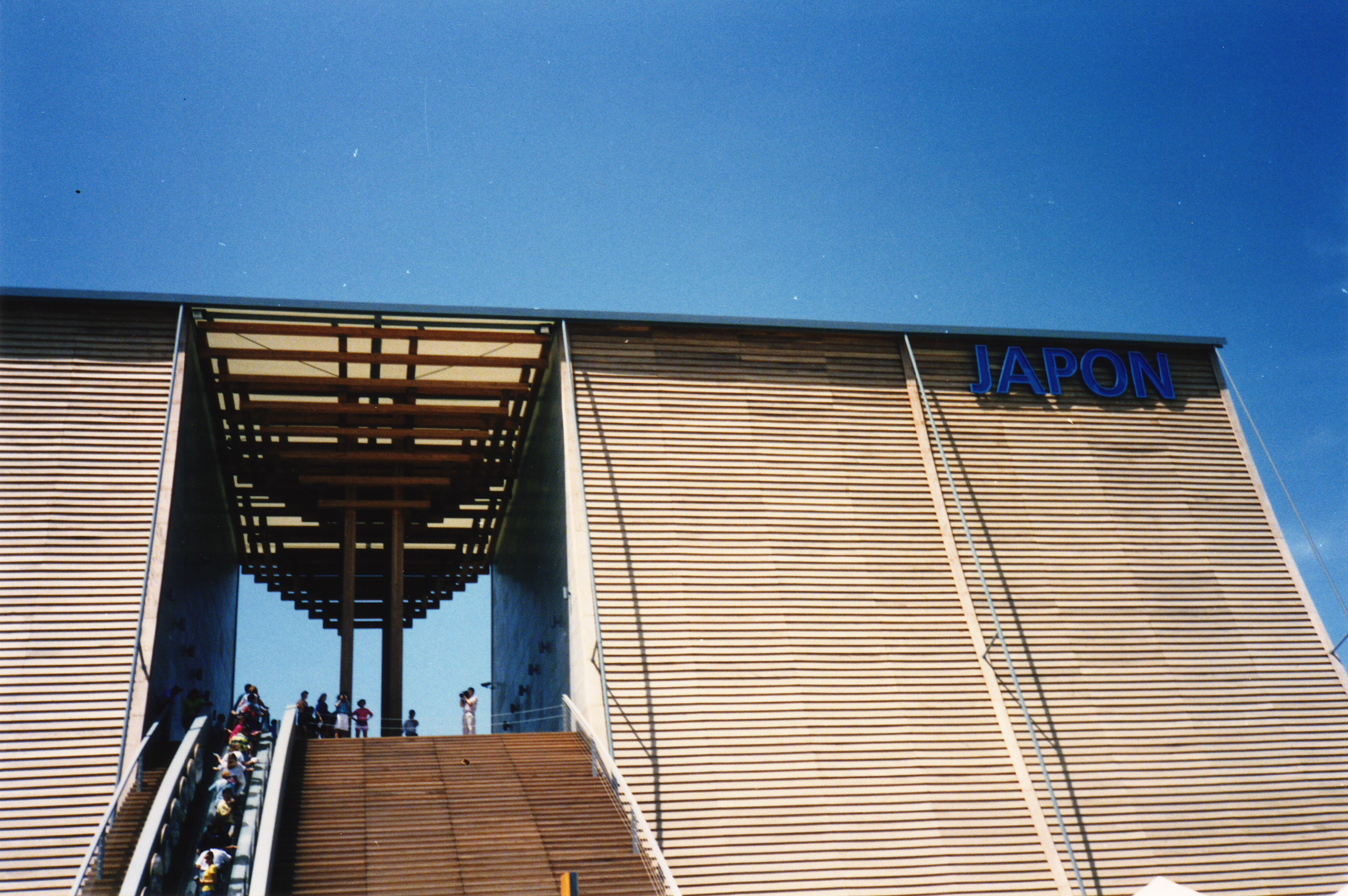
Japans paviljoen in Sevilla
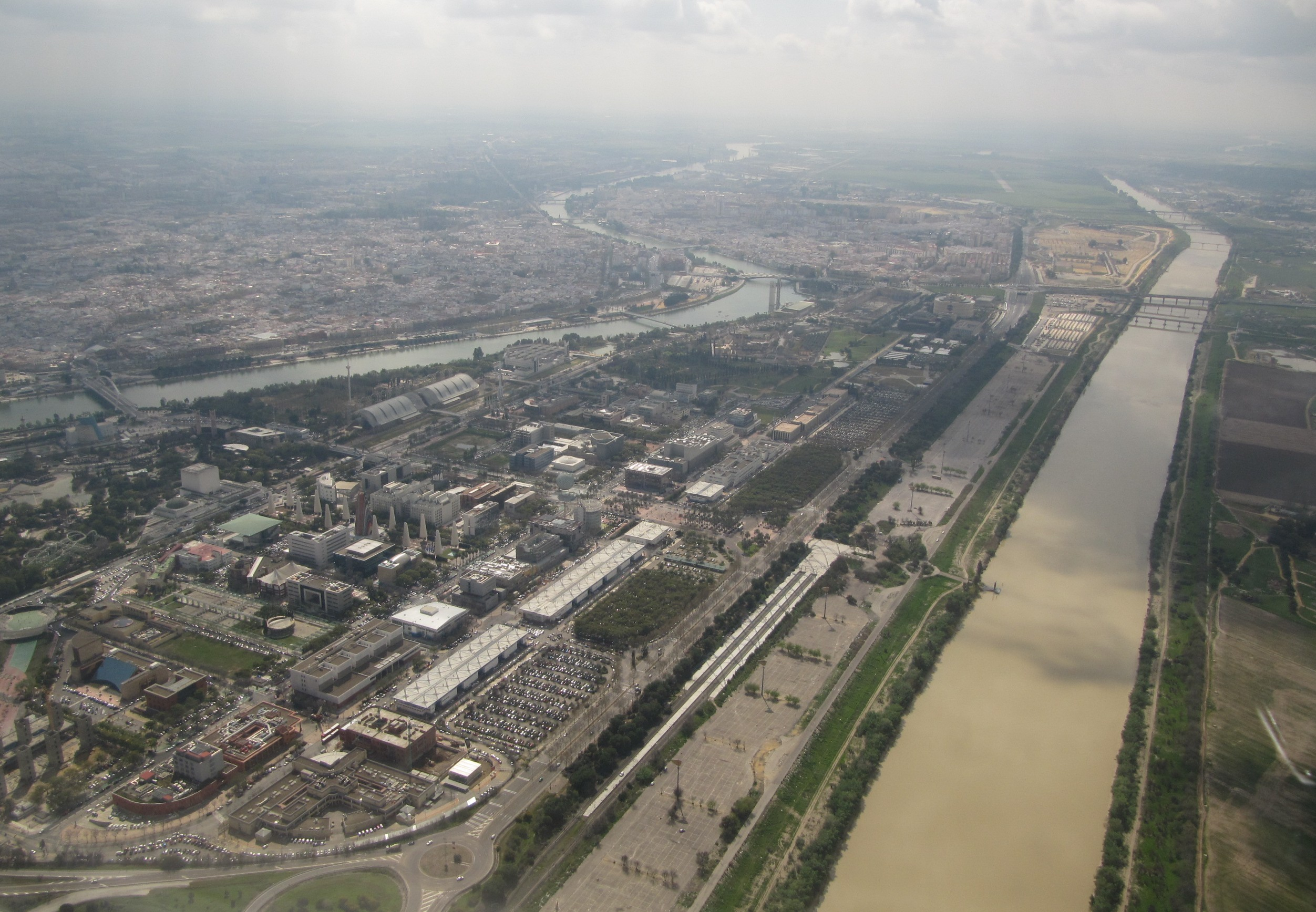
Expo-terrein Sevilla anno 2011